# Municipio de Geneseo (Illinois)
El municipio de Geneseo (en inglés: Geneseo Township) es un municipio ubicado en el condado de Henry en el estado estadounidense de Illinois. En el año 2010 tenía una población de 7468 habitantes y una densidad poblacional de 79,23 personas por km².

## Geografía
El municipio de Geneseo se encuentra ubicado en las coordenadas 41°27′18″N 90°8′42″O / 41.45500, -90.14500. Según la Oficina del Censo de los Estados Unidos, el municipio tiene una superficie total de 94.26 km², de la cual 94,04 km² corresponden a tierra firme y (0,23 %) 0,22 km² es agua.

## Demografía
Según el censo de 2010, había 7468 personas residiendo en el municipio de Geneseo. La densidad de población era de 79,23 hab./km². De los 7468 habitantes, el municipio de Geneseo estaba compuesto por el 97,67 % blancos, el 0,24 % eran afroamericanos, el 0,23 % eran amerindios, el 0,43 % eran asiáticos, el 0,32 % eran de otras razas y el 1,11 % eran de una mezcla de razas. Del total de la población el 2,04 % eran hispanos o latinos de cualquier raza.